# Augsburg (Schiff, 1962)
Die Augsburg war eine Fregatte der Bundesmarine und die dritte Einheit der Köln-Klasse. In einer deutschen Marine war sie das zweite Schiff, das nach Augsburg, der Hauptstadt von Schwaben (Bayern), benannt wurde. Namensvorgänger war der Kleine Kreuzer Augsburg.

## Technik
Die Kiellegung auf der Hamburger Stülcken-Werft war am 29. Oktober 1958. Vor dem Stapellauf hielt Klaus Müller, der Oberbürgermeister von Augsburg, die Taufrede und seine Gattin Anny Müller taufte das Schiff auf den Namen Augsburg. Mit der Indienststellung am 7. April 1962 wurde das neue Schiff dem 2. Geleitgeschwader in Cuxhaven zugeteilt.
Da die Fregatten der Köln-Klasse im Wesentlichen für den Einsatz in der Ostsee konzipiert waren, lag das Schwergewicht auf Geschwindigkeit und einer schlagkräftigen Fla-Bewaffnung und weniger auf Aktionsradius und Hochseetüchtigkeit. Die Schiffe hatten ein niedriges Glattdeck mit hohen Aufbauten. Die aus Frankreich stammenden automatischen 10,0-cm-Geschütze waren in je einem Turm auf der Back und dem Achterschiff aufgestellt. Zwillingsgeschütze vom Kaliber 4,0 cm standen in den Positionen B und E und je ein 4,0-cm-Geschütz in Einzellafette beiderseits der achteren Aufbauten. Die beiden Bofors-U-Abwehr-Raketenwerfer standen nebeneinander zwischen dem vorderen 4,0-cm-Geschütz und der offenen Brücke. Zu beiden Seiten der Brücke befanden sich unverkennbare Luftansaugschächte für die Gasturbinen, der große Schornstein mit seiner auffallend erweiterten Kappe und seitlich angebrachten Sende- und Empfangsantennen machten die Klasse leicht erkennbar. Der CODAG-Antrieb bestand aus vier Dieselmotoren und zwei Gasturbinen, die auf beide Wellen gekuppelt war, sowie Verstellpropellern.

## Geschichte
Die Augsburg hat während ihrer Dienstzeit an vielen Manövern und Übungen im Nord- und Ostseeraum, Atlantik, Mittelmeer und an vielen Auslandsfahrten teilgenommen. Besondere Einsätze waren dabei die Teilnahme an den Feierlichkeiten zur 75-Jahr-Feier der Übernahme Helgolands durch das deutsche Kaiserreich am 10. August 1965 sowie zusammen mit der Fregatte Braunschweig und dem Zerstörer Bayern die Teilnahme an der Flottenparade in Portsmouth zum 20-jährigen Bestehen der NATO vor der britischen Königin Elisabeth und dem Herzog von Edinburgh am 16. Mai 1969. Beim Staatsbesuch von König Olav V. von Norwegen am 8. Juni 1973 war die Augsburg bei der offiziellen Verabschiedung in Kiel Flottenflaggschiff.
Am 12. Januar 1967 wurde die Augsburg zwecks Umbau außer Dienst genommen. Am 7. Januar 1969 fand die Wiederindienststellung statt.
In der Nacht vom 9. Mai 1975 kam es im Skagerrak zu einer Kollision mit dem polnischen Schiff Profesor Bohdanowicz. Es entstanden schwere Schäden und es gab vier Verletzte. Eine Notreparatur wurde am 10. und 11. Mai 1975 in Grimstad durchgeführt. Die anschließende Instandsetzung in Deutschland dauerte vom 1. Oktober 1975 bis 11. Oktober 1976. Am 18. Januar 1982 kam es erneut zu einer Kollision, diesmal mit dem britischen Flottenversorger Tidespring im Verlauf eines Manövers. Im Stützpunkt Wilhelmshaven an der Pier liegend wurde das Schiff am 1. Oktober 1985 von einem einlaufenden sowjetischen Schlepper gerammt. Es entstand etwa 630.000 DM Schaden.
Nach einem NATO-Manöver begann am 8. September 1986 eine Werftliegezeit in der Lloyd Werft Bremerhaven. Alle Maschinen wurden überholt. Ein Großteil der Aufbauten wurden instand gesetzt. Dabei wurden neue Decks eingeschweißt, die vor allem im anfälligen Mittelteil für mehr strukturelle Festigkeit sorgen sollten. Das Unterwasserschiff wurde komplett gestrahlt und Elektronik (Fernschreiber, Funkgeräte) eingebaut. Die Kosten beliefen sich nach Schätzungen auf ca. 30 Mio. DM. Im Januar sollte das Schiff dann für drei Monate nach Westafrika auf Manöver gehen. Nach der Werfterprobungsfahrt wurde die Augsburg (nach Rücksprache der Werft mit dem Verteidigungsministerium) als nicht mehr atlantiktauglich eingestuft. Stattdessen wurde sie zur Teilnahme am Manöver DESEX 1/87 eingeteilt.
Zu den letzten Einsätzen der Augsburg zählte ein offizieller Besuch in der niederländischen Gemeinde Den Helder im Jahr 1987. Ab dem 1. Oktober des gleichen Jahres war das Schiff außer Fahrbereitschaft und wurde am 30. August 1988 außer Dienst gestellt. Danach lag es als Auflieger im Marinearsenal Wilhelmshaven und war zum Verkauf ausgeschrieben. Das Schiff wurde über die Vebeg zum Abbruch verkauft, am 17. November 1989 nach Hamburg geschleppt und dort im Dezember abgewrackt.